# Distrito electoral de Du Quoin n.º 12
Du Quoin No. 12 (en inglés: Du Quoin No. 12 Precinct) es un distrito electoral ubicado en el condado de Perry en el estado estadounidense de Illinois. En el Censo de 2010 tenía una población de 508 habitantes y una densidad poblacional de 28,92 personas por km².

## Geografía
Du Quoin n.º 12 se encuentra ubicado en las coordenadas 37°57′40″N 89°11′57″O / 37.96111, -89.19917. Según la Oficina del Censo de los Estados Unidos, Du Quoin n.º 12 tiene una superficie total de 17.57 km², de la cual 17.4 km² corresponden a tierra firme y (0.97%) 0.17 km² es agua.

## Demografía
Según el censo de 2010, había 508 personas residiendo en Du Quoin n.º 12. La densidad de población era de 28,92 hab./km². De los 508 habitantes, Du Quoin n.º 12 estaba compuesto por el 95.08% blancos, el 1.57% eran afroamericanos, el 0.98% eran amerindios, el 1.97% eran asiáticos, el 0% eran isleños del Pacífico, el 0% eran de otras razas y el 0.39% pertenecían a dos o más razas. Del total de la población el 1.18% eran hispanos o latinos de cualquier raza.